# Settegiorni
Settegiorni in Italia e nel Mondo (meglio conosciuto come Settegiorni) fu un settimanale italiano. Fu pubblicato a Roma dal 1967 al 1974.

## Storia
Espressione dell'ambiente culturale cui faceva riferimento la corrente della sinistra DC "Forze Nuove" di Carlo Donat-Cattin (corrente di opposizione nel partito, a maggioranza dorotea-fanfaniana), fu luogo di dialogo tra cattolici e socialisti, e mondo progressista in genere. Scopo della rivista fu di arricchire il dibattito all'interno del mondo cattolico. La direzione fu affidata congiuntamente a Ruggero Orfei e Piero Pratesi. Il primo portò con sé molti redattori di una precedente rivista, «Relazioni sociali». Tra questi, Emanuele Ranci Ortigosa, Valerio Onida, Franco Bassanini, Sandro Magister, Antonio Miniutti, Gian Giacomo Migone e Luigi Covatta. La sede del giornale era a due passi da Montecitorio, in via della Colonna Antonina 52 dove, fino all'anno precedente, si faceva il settimanale pannunziano «Il Mondo».
«Settegiorni» nacque appena due anni dopo la conclusione del Concilio Vaticano II (1962-1965), nel pieno del fermento che stava attraversando il mondo cattolico. In politica, la rivista segnò una stagione di vivace confronto e di dibattito su tutti i temi che caratterizzarono la vita nazionale, dalla riforma delle istituzioni alla politica economica, dalle questioni del welfare ai problemi internazionali. Proprietaria della testata era la società «Edizioni Sette», riconducibile a Carlo Donat-Cattin.
«Settegiorni» seguì da vicino i progressisti DC dal 1968 (anno in cui Aldo Moro abbandonò definitivamente l'alleanza con i dorotei) al 1972. Durante quel cruciale torno di tempo sembrò a Donat-Cattin che fossero divenuti maturi i tempi per la nascita di un altro soggetto politico d'ispirazione cristiana.
In occasione del referendum abrogativo sul divorzio (1974) "Forze Nuove" espresse una posizione critica verso la linea ufficiale della DC (Donat-Cattin sottolineò l'inopportunità politica del referendum). All'indomani del referendum (vinto dal “No”), la rivista cessò le pubblicazioni. 
«Settegiorni» uscì per l'ultima volta il 7 luglio 1974. In totale furono pubblicati 366 numeri.
Dopo la chiusura, Piero Pratesi, insieme con il dirigente DC Giovanni Galloni, ripristinò la testata «Il Domani d'Italia».

## Firme
Settegiorni ebbe come collaboratori diversi intellettuali provenienti da diverse aree politiche ed esperienze culturali: Umberto Segre, Emanuele Severino, Franco Rodano, Pino Di Salvo, Giorgio Girardet, Giovanni Gozzer, Mario Gozzini, Giancarlo Lizzeri, Luciano Benadusi, Italo Moscati, Pippo Ranci, Alberto Tridente, Padre David Maria Turoldo e Adriana Zarri.